# Слободан Јанковић Цоле
Слободан Јанковић Цоле (Београд, 23. фебруар 1946) бивши је југословенски и српски фудбалер и фудбалски тренер.

## Биографија и каријера
Јанковић је рођен 23. фебруара 1946. године у Београду, а одрастао је на Дорћолу.
Каријеру је започео у Црвеној звезди, у којој је прошао све клупске категорије и почео да игра професионално, 1968. године. Пошто у том тренутку за Јанковића није било места у првом тиму, позајмљен је Слоги Краљево, где је играо две сезоне, након што се вратио у матични тим. Након тога, Јанковић поново не добија шансу да игра за први тим, па одлази на позајмицу у Марибор, који је тада играо у Првој лиги Југославије. Након тога, 1970. године враћа се у Црвену звезду, где на 75 утакмица постиже 14 голова. Укупно је за Црвену звезду одиграо 113 утакмица, постигао 28 голова и учествовао у освајању пет трофеја: Две шампионске титуле 1969. и 1972, Купа Југославије 1971. године, трофеја Супершампиона 1972. године и Купа прволигаша 1973. године.
Од 1975. године након што је отишао из Црвене звезде, играо је за француски Ланс, а након тога у Осијеку. У периоду од 1978. до 1979. године играо је за Марибор, а средином 1979. године одлази у Сједињене Америчке Државе, где игра мали фудбал за клуб Буфали Сталионс и за наредних годину дана колико је играо, постиже 24 гола на 20 утакмица. По повратку у СФРЈ играо је за Вождовац, а од 1983. до 1984. године за Синђелић Београд, где је завршио каријеру.
За омладинску селекцију Југославије наступио је једном, четири пута за аматерску, где је постигао један гол, док је за „А“ репрезентацију Југославије наступио само једном, 16. марта 1975. године против селекције Северне Ирске у Белфасту.
Након завршетка фудбалске каријере био је тренер Обилића и фудбалске репрезентације Југославије до 21. године.
Непосредно пре завршетка фудбалске каријере водио је радњу за прање и подмазивање аутомобила.
Ожењен је српском рукометашицом Љубинком Јанковић.